# Internationaler Tag des Ehrenamtes
Der Internationale Tag des Ehrenamtes (englisch International Volunteer Day for Economic and Social Development, IVD) ist ein jährlich am 5. Dezember abgehaltener Gedenk- und Aktionstag zur Anerkennung und Förderung ehrenamtlichen Engagements. Er wurde 1985 von der UN mit Wirkung ab 1986 beschlossen. In Deutschland ersetzt er de facto den Tag des Ehrenamts, der früher am 2. Dezember begangen wurde. An diesem Tag wird auch der Verdienstorden der Bundesrepublik Deutschland an besonders engagierte Personen vergeben.

## Staatliche Aufwertung in Deutschland
In Deutschland werden anlässlich des Tags des Ehrenamtes Frauen und Männer aus allen Bundesländern für ihr „außerordentliches bürgerschaftliches Engagement“ persönlich durch den Bundespräsidenten mit dem Verdienstorden der Bundesrepublik Deutschland ausgezeichnet. Dies geschieht auch bewusst als eine öffentliche Aufwertung aller ehrenamtlichen Tätigkeiten zum Wohle der Gemeinschaft.

## Breites Spektrum der Verdienste
Die Bundesländer wirkten bei den Vorschlägen für die Ordensverleihungen mit, um ein möglichst breites Spektrum der zu würdigenden Verdienste zu erreichen. Unter den Ausgezeichneten waren nach amtlichen Angaben auch drei Mitbürger, die sich ehrenamtlich gegen Rechtsextremismus und Rassismus und für die Vielfalt in der Gesellschaft einsetzen. Die ausgezeichneten Frauen und Männer engagieren sich beispielsweise in der Bildungs-, Jugend- und Seniorenarbeit, im sozialen, kirchlichen und kulturellen Bereich oder haben sich Verdienste beim Tier- oder Naturschutz erworben. Das Alter der Ausgezeichneten lag zwischen 30 und 80 Jahren.
2018 setzte Bundespräsident Frank-Walter Steinmeier die Tradition mit der Auszeichnung von je 14 Männern und Frauen bei einer Feierstunde in Schloss Bellevue Berlin fort. Er ehrte sie für ihr „herausragendes Engagement für die Gedenk- und Erinnerungskultur in Deutschland“ mit dem Bundesverdienstkreuz. Unter den Ordensträgern aus allen Bundesländern waren auch eine Französin und ein Mann aus Tschechien.

## #freiefahrtfuerfreiwillige
Jährlich findet an diesem Tag der Aktionstag zu #freiefahrtfuerfreiwillige statt. Gefordert werden kostenfreie oder vergünstigte Tickets für den ÖPNV für Absolventen von Freiwilligendiensten, den tausende von ihnen täglich nutzen, um zu ihren Einsatzstellen zu kommen. Soldaten dürfen zum Beispiel seit Januar 2020 kostenlos mit der Deutschen Bahn fahren. Freiwillige teilen an diesem Tag zum Beispiel Bilder mit ihren Bus- und Bahntickets in sozialen Medien und rechnen die dafür entstandenen Kosten zusammen.